# Stony Stratford West
Stony Stratford West var en civil parish fram till 1927 då den blev en del av Wolverton, i England. Civil parish var belägen 10 km från Buckingham och hade 1 224 invånare år 1921.